# Marie-Antoinette de Bavière
Pour les articles homonymes, voir Marie-Antoinette.
Marie-Antoinette de Bavière (Maria Antonia Walpurgis Symphorosa), née le 18 juillet 1724, décédée le 23 avril 1780, était une princesse de Bavière, mais aussi une compositrice, chanteuse, joueuse de clavecin et mécène, connue notamment pour ses opéras Il trionfo della fedeltà (Dresde, été 1754) et Talestri, regina delle amazoni (Nymphenburg, 6 février 1760). Elle fut régente de Saxe de 1763 à 1768.

## Jeunesse
Fille de Charles VII du Saint-Empire et de Marie-Amélie d'Autriche, Antoinette de Bavière est née à Munich. Durant sa jeunesse, elle reçut une éducation soignée, en particulier dans les arts, dont la peinture, l'écriture de poésie et la musique.

## Mariage et descendance
Marie-Antoinette de Bavière épouse le 20 juin 1747 Frédéric IV de Saxe dont les sœurs Marie-Amélie et Marie-Josèphe ont épousé le roi Charles III d'Espagne et le dauphin Louis de France. Cette union fait d'elle la tante maternelle des rois Louis XVI de France, Charles IV d'Espagne et Ferdinand Ier des Deux-Siciles.
La même année, elle devient membre de l'Accademia dell’Arcadia de Rome, une institution qui joue un rôle significatif dans la réforme de l'opéra. Après son mariage, elle s'installe à Dresde.
Neuf enfants sont nés de cette union, dont sept ont survécu au-delà de la petite enfance :
- Un fils (mort-né à Dresde le 9 juin 1748)
- Frédéric-Auguste Ier de Saxe le Juste (né à Dresde le 23 décembre 1750, mort à Dresde le 5 mai 1827). Il épouse Amélie de Deux-Ponts-Birkenfeld en 1769 et a une descendance.
- Charles (né à Dresde le 24 septembre 1752, mort à Dresde le 8 septembre 1781)
- Joseph (né à Dresde le 26 janvier 1754, mort à Dresde le 25 mars 1763)
- Antoine (né à Dresde le 27 décembre 1755, mort à Pillnitz le 6 juin 1836). Il épouse Caroline de Savoie en 1781 sans descendance, puis Marie-Thérèse d'Autriche en 1787 sans descendance survivante.
- Marie-Amélie (née à Dresde le 26 septembre 1757, morte à Neuburg an der Donau le 20 avril 1831), épouse en 1774 Charles II, comte palatin de Deux-Ponts (1746-1795).
- Maximilien (né à Dresde le 13 avril 1759, mort à Dresde le 3 janvier 1838), épouse en 1792 Caroline de Bourbon-Parme (1770-1804) puis en 1825 Marie-Louise de Bourbon-Parme (1802-1857)
- Anne (née à Munich le 27 février 1761, morte à Dresde le 26 novembre 1820)
- Un fils (mort-né en 1762)

## Régence
Pendant la Guerre de Sept Ans, Marie-Antoinette de Bavière doit quitter Dresde et trouve refuge à Prague et à Munich en 1759, mais en 1763, quand son mari accède au trône, elle rentre à Dresde. Son mari meurt dix semaines plus tard et son fils monte sur le trône, mais comme il est mineur, Marie-Antoinette assure la corégence avec son beau-frère François-Xavier de Saxe, jusqu'à ce que son fils atteigne la majorité en 1768. Durant la régence, Marie-Antoinette s'oppose au désir de son corégent d'abandonner les prétentions de son fils au trône de Pologne en 1765. Elle fonde une fabrique de textile en 1763 et une brasserie en 1766.
Elle est peut-être la « princesse veuve » qui, à la fin des années 1770, s'entremet lors de la succession de Bavière pour empêcher l'Autriche de faire main-basse sur la Bavière. (Voir l'article Guerre de succession de Bavière)

## Éducation et composition musicales

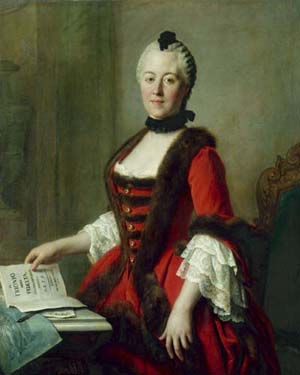
Marie-Antoinette de Bavière par Pietro Antonio Rotari.

Quand elle vit à Munich, Marie-Antoinette de Bavière étudie la musique avec les compositeurs Giovanni Battista Ferrandini et Giovanni Porta. À Dresde, elle poursuit ses études de musique avec Nicola Porpora et Johann Adolph Hasse. L'opéra joue un rôle important dans sa vie : la cour de Munich célébre sa naissance avec une représentation de l'opéra Amadis de Grecia de Pietro Torri, et son mariage est également célébré avec des représentations d'opéras, dont La Spartana generosa de Hasse et Le nozze d’Ercole e d’Ebe de Christoph Willibald Gluck.

## Œuvres musicales
Peu après son installation à Dresde, Marie-Antoinette de Bavière écrit le livret d'un opéra de Hasse, La conversione di Sant’Agostina (1750), en plus de son travail de compositrice. Son style musical possède de fortes affinités avec celui de Hasse, en particulier pour les opéras. Elle se produit également comme chanteuse et joueuse de clavecin dans des représentations de cour, et tient en particulier les premiers rôles de ses opéras. En plus de deux opéras, plusieurs arias, une pastorale, des intermezzos lui sont également attribués.

### Thalestris

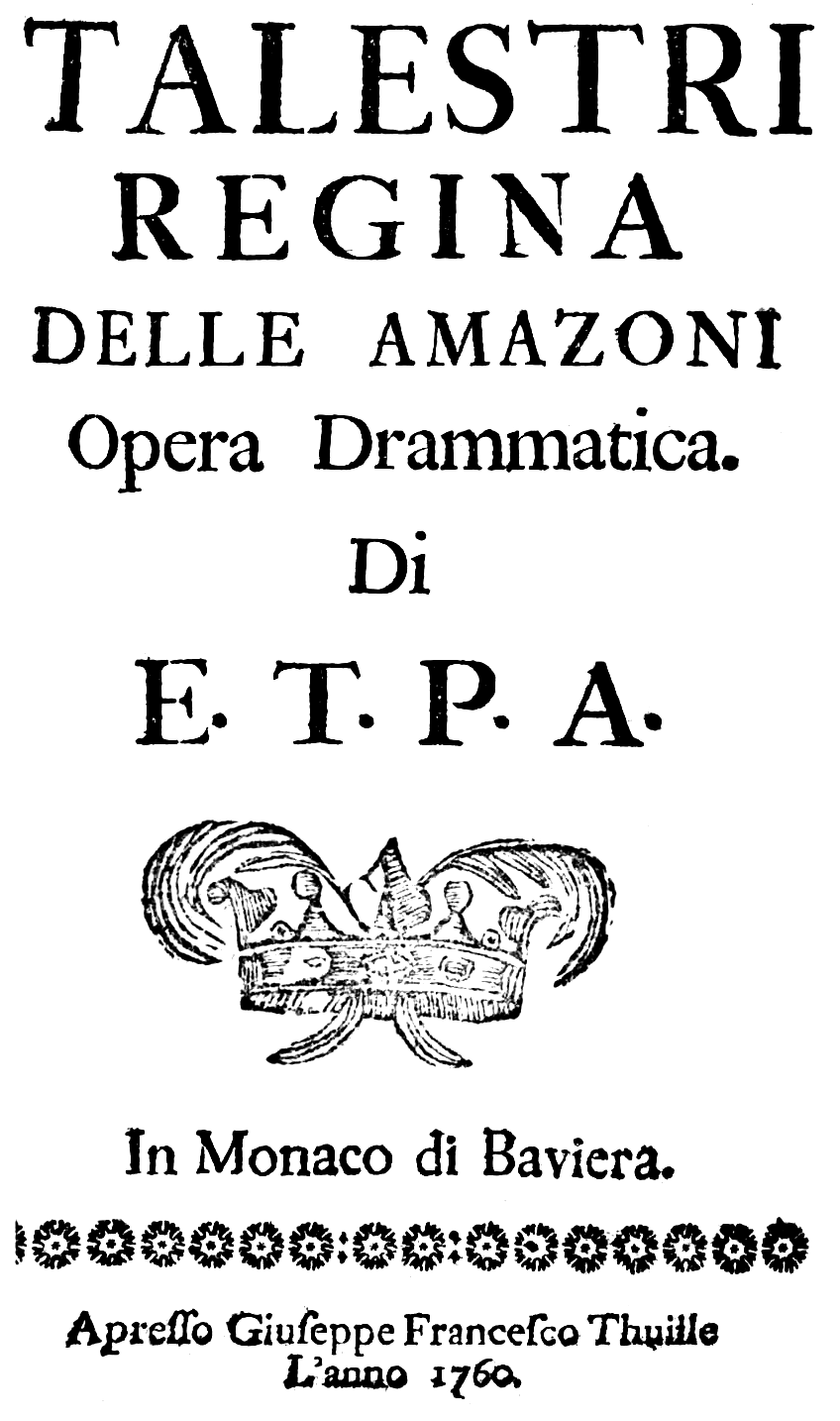
Talestri, page de titre du livret, publié chez G. Thuille, Munich 1760.

Thalestris, reine des Amazones, apparaît dans plusieurs histoires de la mythologie grecque, et comme plusieurs de ces histoires mythologiques, elle devint un sujet fréquent d'œuvres diverses à partir du Moyen Âge. Le poète français Gautier de Costes de La Calprenède réinterpréta l'histoire de Thalestris dans son roman Cassandre (1644-1650), mais en donnant pour compagnon à Thalestris le roi des Massagètes, Orontès, au lieu d'Alexandre le Grand.
Plusieurs opéras reprenant cette histoire furent composés au cours du siècle suivant. Marie-Antoinette de Bavière créa son propre livret et sa musique. L'histoire raconte la relation de Thalestris avec un chef scythe, Orontès, comme dans la version de La Calprenède. En plus de l'héroïne, deux des personnages principaux sont des femmes : Antiope, conseillère de Thalestris, qui tombe amoureuse d'un autre Scythe, Léarque et Tomyris, la grande prêtresse de Diane, qui se révèle plus tard être la mère d'Orontès. L'histoire se termine bien, chaque couple s'unit et la guerre est évitée ; les Scythes et les Amazones parviennent à coexister en paix. La description de Thalestris comme une reine bienveillante et rationnelle suggère que l'opéra pourrait être en partie une autobiographie de Marie-Antoinette de Bavière.

### Accueil et critiques
Publiés sous le pseudonyme de ETPA alias Ermelinda Talea Pastorella Arcadia (son pseudonyme de l'Academia dell'Arcadia), les opéras de Marie-Antoinette de Bavière furent publiés avec succès chez Breitkopf & Härtel et reçurent de bonnes critiques lors de leurs premières représentations (dans lesquelles Marie-Antoinette chantait) et dans d'autres grandes villes d'Europe.
Le critique musical Charles Burney admira son opéra et son chant dans une œuvre de 1773, The present state of music in Germany, the Netherlands and United Provinces (« L'état actuel de la musique en Allemagne, aux Pays-Bas et dans les Provinces-Unies »). Le philosophe et musicologue jésuite Antonio Eximeno y Pujades inclut une aria de l'opéra Talestri dans son traité de 1774, Dell’ origine e delle regole della musica (« Des origines et des règles de la musique »), mettant Marie-Antoinette de Bavière sur un pied d'égalité avec cinq autres compositeurs sélectionnés : Giovanni Pierluigi da Palestrina, Giovanni Maria Nanino, Giovanni Carlo Maria Clari, Giovanni Battista Pergolesi et Arcangelo Corelli. Quoique sa musique y soit étudiée dans un sens plus large, avec moins d'analyse musicale, le traité entier présente des modèles de techniques de composition, ce qui implique qu'Antonio Eximeno y Pujades, et probablement d'autres musicologues de l'époque, avait une grande considération des œuvres de Marie-Antoinette de Bavière.

### Opéras
- Il trionfo della fedeltà, opéra, livret d'Antoinette de Bavière (Dresde, été 1754)
- Talestri, regina delle amazoni, opéra, livret d'Antoinette de Bavière (Château de Nymphembourg, 6 février 1760)

### Ouvrages anciens
- (it) Antoinette de Bavière, Talestri, regina delle Amazzoni : drame en musique, de E.T.P.A. Leipzig, G. G. I. Breitkopf, 1765.
- (en) Charles Burney, The Present State of Music in Germany, the Netherlands, and the United Provinces. Londres, 1773.
- (it) Antonio Eximeno y Pujades, Dell' origine e delle regole della musica, colla storia del suo progresso, decadenza, e rinnovazione. Rome, 1774.
- (de) Moritz Fürstenau, « Maria Antonia Walpurgis », dans Allgemeine Deutsche Biographie (ADB), vol. 20, Leipzig, Duncker & Humblot, 1884, p. 371-374
- (de) Alois Schmid, « Maria Antonia Walburga, Kurfürstin von Sachsen », dans Neue Deutsche Biographie (NDB), vol. 16, Berlin, Duncker & Humblot, 1990, p. 198–200 (original numérisé).

### Articles et notice discographique
- (en) Estelle Joubert, « Maria Antonia of Saxony and the Emergence of Music Analysis in Opera Criticism », Cambridge Opera Journal, Cambridge University Press, vol. 25, no 1,‎ mars 2013, p. 37–73 (DOI 10.1017/S0954586712000341, lire en ligne [PDF])
- (en) Nastasja Gandolfo, « The originality of Maria Antonia Walpurgis’s Talestri in the context of opera seria : a contribution to the ‘Amazon’ tradition and the staging of her own political ambitions », dans Young Musicologists and Ethnomusicologists International Conference (YMEIC), Rome, Université de Rome Tor Vergata, 2017 (lire en ligne [PDF]), p. 103–113
- (de) Steffen Seiferling, Talestri, Regina delle Amazzoni (livret du CD).